# Topos
Topos (grekiska; plats) är läran om de ”platser”, där en talare kan finna ämnen, material och argument för sitt tal. Benämns även som topiker och är ett verktyg för retorikens inventio. Som begrepp nämns topos först av Aristoteles i Om diktkonsten. Utan att definiera begreppet var tanken hos honom att topos skulle vara ett verktyg för inventioarbetet.  

## Om Topos
Det finns emellertid sju klassiska frågor som är grundläggande inom retoriken. De handlar om person, definition, skäl, tid, plats, sätt, och hjälpmedel. Dessa kan besvaras med frågorna: Vem? Vad? Varför? När? Var? Hur? Med hjälp av vad? De enskilda frågorna utvecklar sig sedan för sig själva. Exempelvis handlar frågan Vad? om sak och kan sedan utvecklas vidare genom ytterligare frågor om yttre och inre egenskaper. Frågorna kan till exempel handla om nytta, liknelser eller motsatser. Valet av Topos beror på vad för tal man ska hålla inom den klassiska retorikens tre tal. 
- Det juridiska talet – Genus judiciale
- Det politiska talet – Genus deliberativum
- Det hyllande – klandrande talet – Genus demonstrativum

Låt säga att man ska hålla ett hyllningstal till en närstående men lider av fullständig idétorka. För att få uppslag till idéer och nya infallsvinkar kan man använda familjeförhållanden som en topos. Vilket slags familj har personen? Är vederbörande gift? Ensamstående? Har vederbörande barn? Hur är vederbörande som person eller partner? Dessa typer av frågor kan ställas för att finna material till talet. 
Fortsättningsvis delas topos in i två delar: allmänna topiker och särskilda topiker. 

## Allmänna topiker
Allmänna topiker (grekiska; koinos topos) är sådana som lämpar sig för alla typer av tal och texter oavsett genre, syfte eller ämne. Dessa topiker kan alltså användas av skribenter och talare, nu som förr, då de inte är bundna av situation eller av tid. Vad de allmänna topikerna är, samt hur många som existerar, är oenigt bland de klassiska retorikerna. Aristoteles listade 28 allmänna topiker i Retoriken men listade över 300 i hans verk Topikerna.
Janne Lindqvist delar in de allmänna topikerna i 4 huvudkategorier: definitionstopiker, jämförelsetopiker, kausalitetstopiker och motsatstopiker.
- Definitionstopiker: I denna huvudkategori handlar topikerna om att definiera exempelvis ämne, handling, egenskaper och beståndsdelar. Hur ett ting eller händelse definieras kan talaren välja själv, exempelvis genom att definiera retorik som något gott eller något ont, och det kan hjälpa att påverka eller övertyga en publik.
- Jämförelsetopiker: Jämförelsetopiker används genom att likna en sak/händelse/person med något, ställa den i kontrast eller på annat sätt jämföra den mot något annat. Dessa topiker kan användas när man talar om något okänt, eller när det råder skilda åsikter i hur något ska värderas. Exempelvis är det vanligt att politiker gör negativa jämförelser med motståndare för att få sig själv att se bättre ut.
- Kausalitetstopiker: Dessa topiker tar sin grund i orsaker, konsekvenser eller ändamål och är vanligt förekommande i tal som förespråkar ett beslut eller en handling. Exempelvis genom att framställa konsekvenser för miljön, ekonomin eller mänskliga rättigheter orsakat av Fast fashion-industrin kan talaren övertyga sin publik att handla mer second-hand.
- Motsatstopiker: I denna kategori används topiker som har sin utgångspunkt i sakens motsats eller motsägelser. Istället för att argumentera för ett visst förslag kan talaren motbevisa förslagets motsats. Istället för att hylla fred kan talaren kritisera krig. Dessa topiker kan vara användbara vid svårigheter att finna argument för sin tes, eller när motståndaren håller på att vinna över publiken.

## Särskilda topiker
Särskilda topiker är benämningen för topiker som lämpar sig för specifika ämnen, genrer och typer av påverkan. De kan alltså, till skillnad från allmänna topiker, inte användas för alla sorters tal eller texter. Exempelvis finns det särskilda topiker för de tre olika genrerna:
- Juridiska tal – Det lagliga och det olagliga
- Politiska tal – Det nyttiga och det onyttiga
- Hyllande - klandrande – Det dygdiga och det lastbara

## Fler exempel på topos
- Sak: Definition, Klass/Genus, Attribut, Beståndsdelar och Likhet
- Händelse: Tid, Plats, Definition och Konsekvens
- Personer: Härstamning, Kön, Ålder, Fysik/Utseende, Yrke, Känslor och Intentioner.